# Beauvoorde

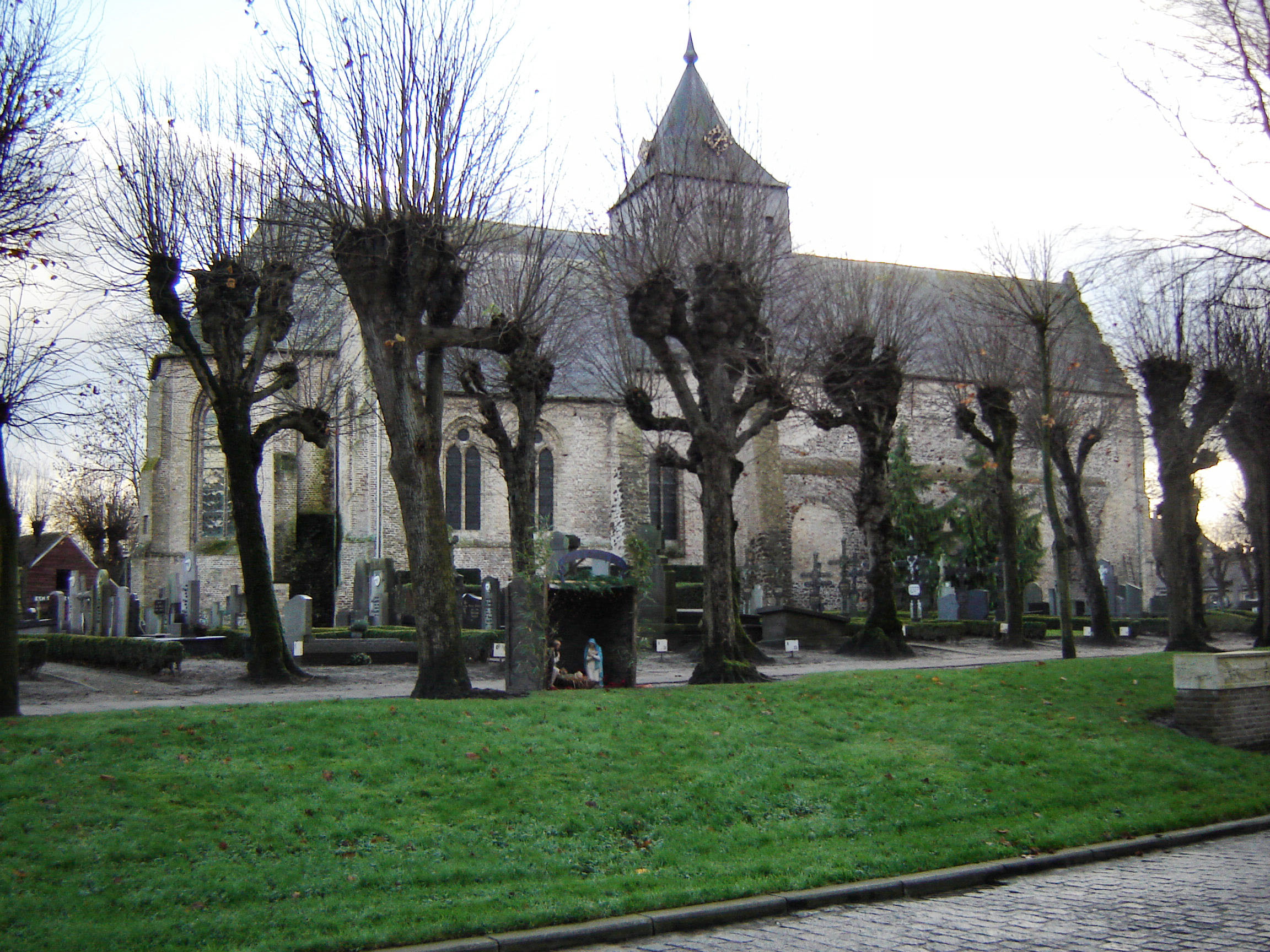
Onze-Lieve-Vrouwekerk (Wulveringem)

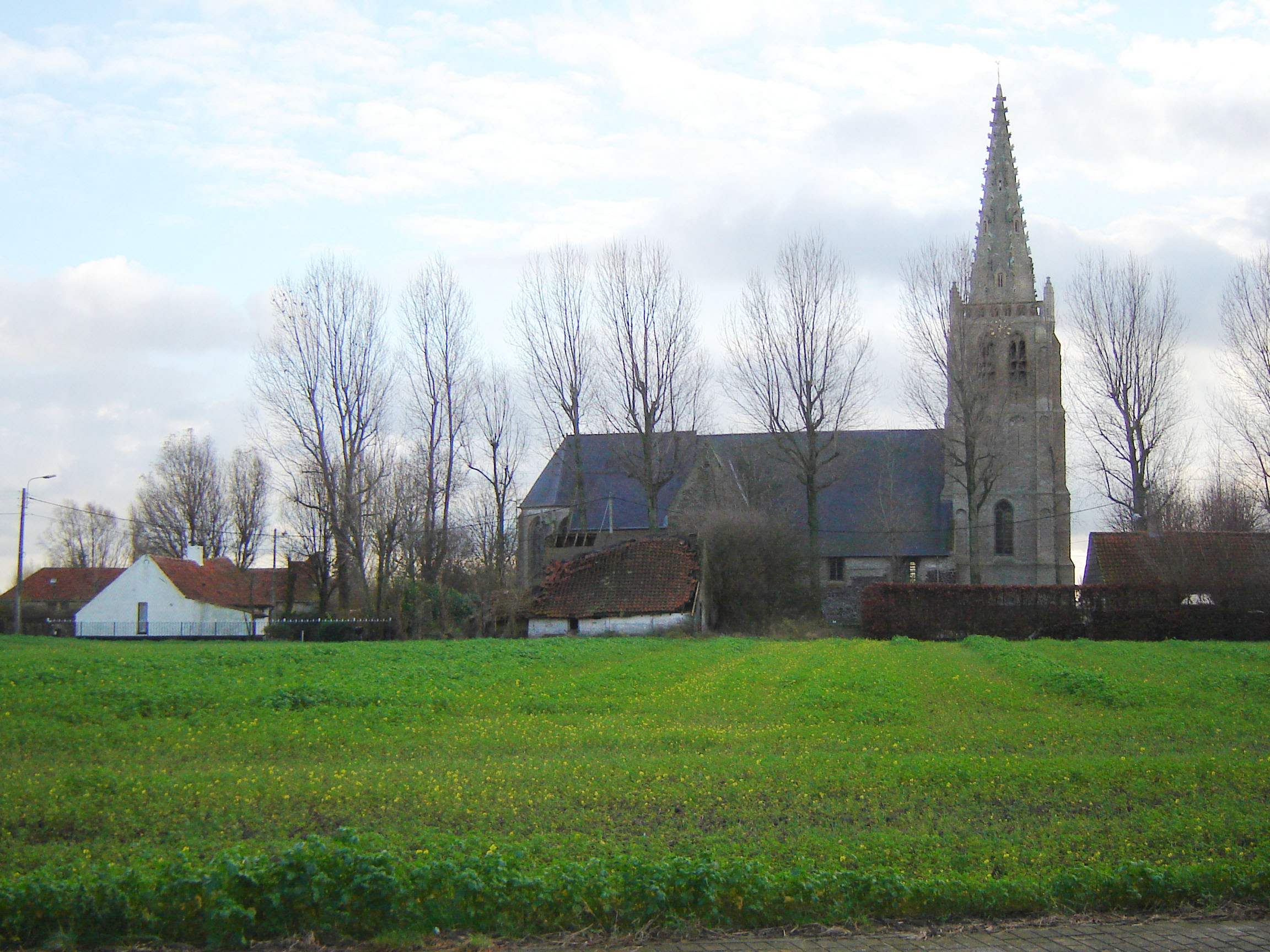
Sint-Audomaruskerk (Vinkem)

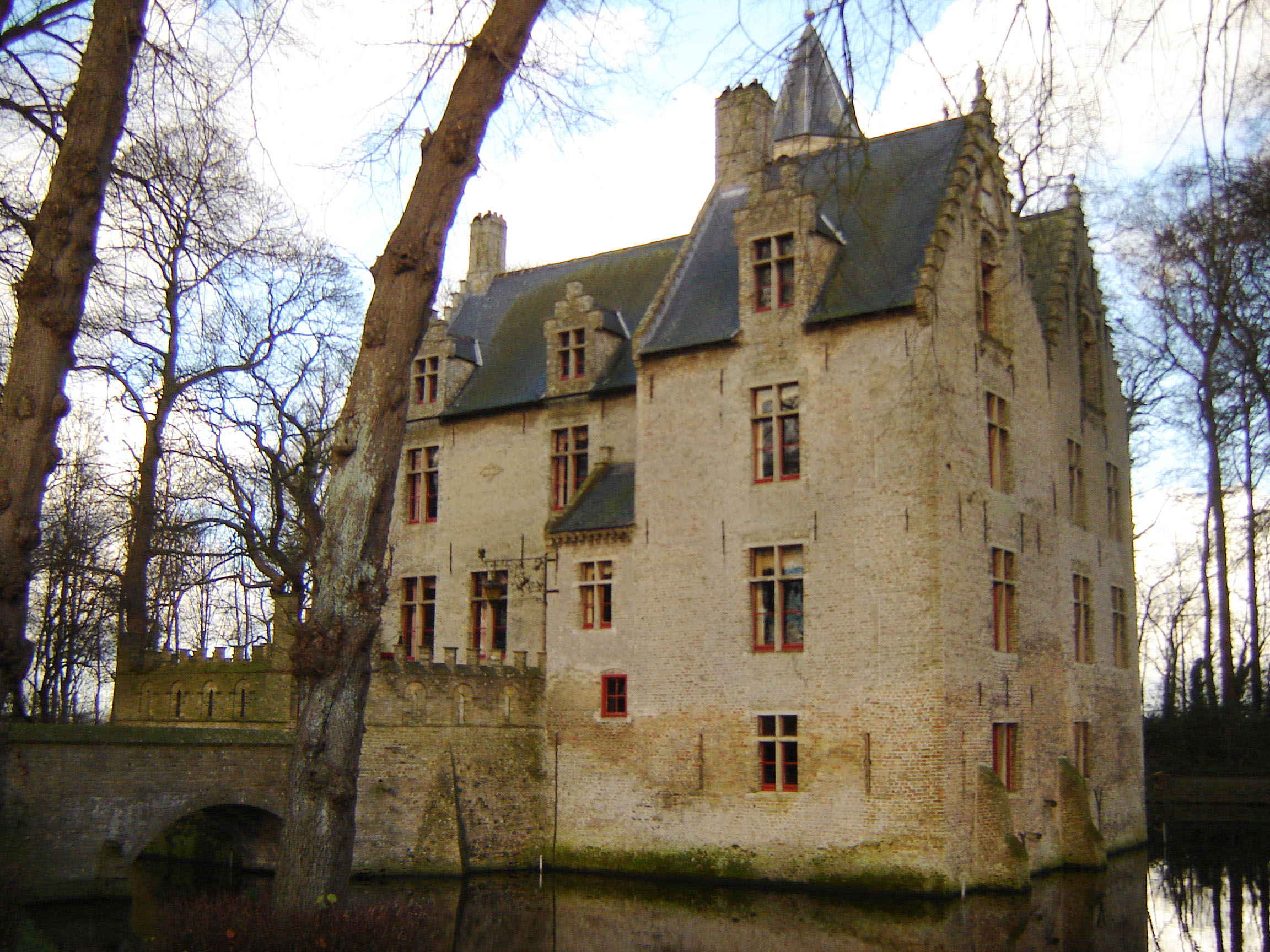
Kasteel Beauvoorde

Beauvoorde was tussen 1 januari 1971 en 31 december 1976 een zelfstandige Belgische gemeente.
Beauvoorde had een oppervlakte van 14,64 km² en had bij de opheffing  760 inwoners. De gemeente Beauvoorde was een fusie van de dorpen Vinkem en Wulveringem, die vlak bijeen liggen. Beide dorpjes, die reeds sinds 1968 één parochie vormen, vormen één aaneengesloten dorpskern, met twee kerken waarvan die van Wulveringem gebruikt wordt als parochiekerk en die van Vinkem als tentoonstellingsruimte.
De naam Beauvoorde verwijst naar Kasteel Beauvoorde, dat in Wulveringem ligt.
Beide dorpen maken sinds de laatste gemeentelijke herindeling in 1977 deel uit van de gemeente Veurne.
Beauvoorde was een landbouwersgemeente met een sterk teruglopend bevolkingsaantal.
De streekspecialiteiten van Beauvoorde zijn pannenkoeken en wafels.

## Evolutie van het bevolkingsaantal
| - 01/01/1971 : 898 inwoners (oprichting gemeente - waarvan 389 inwoners te Vinkem en 509 te Wulveringem) - 01/01/1972 : 876 inwoners - 01/01/1973 : 878 inwoners - 01/01/1974 : 856 inwoners - 01/01/1975 : 838 inwoners - 01/01/1976 : 792 inwoners - 31/12/1976 : 760 inwoners (opheffing gemeente) - 14/11/2011 : 665 inwoners (waarvan 329 inwoners te Vinkem en 336 te Wulveringem) |